# Batalla de Camino Real
La Batalla de Camino Real, también conocida como Combate del Camino Real, fue un enfrentamiento bélico que se desarrolló el 9 de noviembre de 1820 y forma parte de las batallas libradas a partir de la independencia de Guayaquil en la época de las guerras de independencia hispanoamericanas. Los beligerantes de la batalla fueron los soldados realistas en apoyo del Imperio español y las fuerzas independentistas de la Provincia Libre de Guayaquil. Esta es la primera de las cinco batallas libradas por los ejércitos emancipadores guayaquileños sin intervención de otros ejércitos extranjeros.
El combate se libró en el sector de Camino Real, cerca de la pequeña población de Bilován, al sur de la ciudad de Guaranda. Las tropas guayaquileñas avanzaron hacia el noroeste, en un intento de avanzar hasta Quito, sin embargo, los realistas se habían fortificado en Camino Real con el objetivo de impedir el paso a los independentistas y, posteriormente, organizar un futuro ataque a la propia ciudad de Guayaquil y así de ese modo acabar con la rebelión dentro de la Real Audiencia de Quito. Las fuerzas guayaquileñas, de la llamada División Protectora de Quito, estaban al mando de los coroneles Luis Urdaneta y León de Febres Cordero, mientras que los realistas habían sido organizados por el coronel Antonio Fominaya. Los realistas habían preparado varias emboscadas, sin embargo, las tropas independentistas fueron alertadas de los movimientos de Fominaya, con lo cual concibieron y desarrollaron una estrategia que les permitió ganar la batalla y, en lo posterior, hacer replegar a los realistas hacia el norte.
La victoria en Camino Real se convirtió en la esperanza de las tropas guayaquileñas de la División Protectora de Quito en su deseo de avanzar hasta la capital de la Real Audiencia y con ello consolidar la independencia de Guayaquil. Sin embargo, en lo posterior, las tropas emancipadoras conocieron graves derrotas que llevaron a peligrar la independencia, pero obtuvieron ayuda extranjera y con ello pudieron lograr el objetivo final después de una campaña que duró 2 años.

## Antecedentes

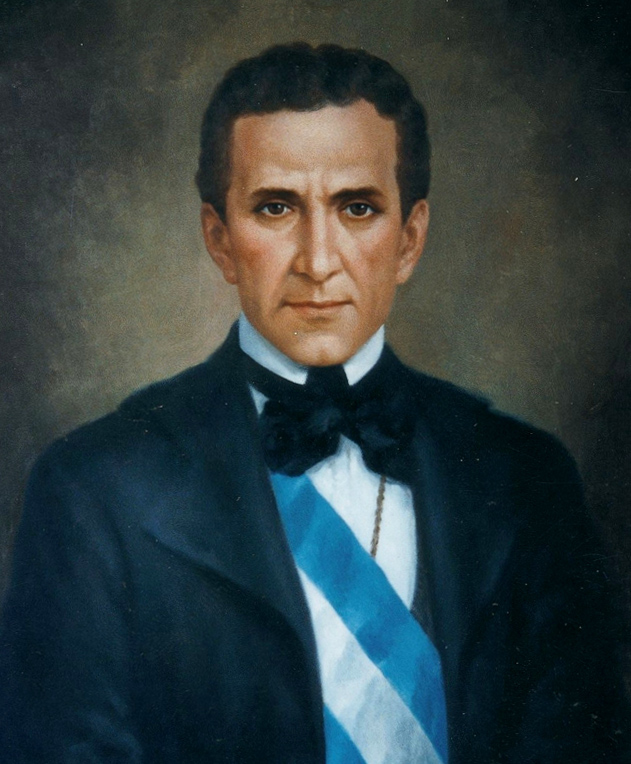
José Joaquín de Olmedo.

Después de los hechos ocurridos en la ciudad de Guayaquil el 9 de octubre de 1820 que produjeron su independencia, se instaló un gobierno civil y militar provisorio encabezado por José Joaquín de Olmedo y conformado con varios patriotas que ayudaron a la causa independentista. El gobierno de Guayaquil decidió, entre otras cosas, la creación de un ejército libertador cuyos dos objetivos principales serían el de reforzar y asegurar la independencia de la ciudad y su provincia, y también llevar la causa emancipadora al resto de la antigua Real Audiencia de Quito, con lo cual se podría eventualmente integrar estos territorios en una sola nación.[a]
El ejército estaba formado principalmente por las tropas de los batallones Daule y Yaguachi, y por varios otros efectivos militares que se habían plegado a la causa patriota. Se le bautizó a este ejército con el nombre de División Protectora de Quito (también llamado Junta Protectora de Quito, según varios historiadores). Al mando del ejército se nombró al teniente coronel Luis Urdaneta, uno de los tres venezolanos que habían llegado como refuerzos realistas a Guayaquil antes de la revolución octubrina pero cambiaron de bando, debido a que al principio León de Febres Cordero se había negado a aceptar el cargo.[b]
Varias de las pequeñas localidades en la provincia empezaron a mostrar su adhesión a la causa emancipadora, y es así como las tropas guayaquileñas iniciaron una brusca expansión de sus filas para eventuales ataques realistas y las futuras batallas en pro de la independencia de Quito. Las autoridades del gobierno provisorio ordenaron el avance de las tropas hacia la serranía, ubicándose en primer lugar en la ciudad de Babahoyo (en la actual provincia de Los Ríos) y, desde ahí, iniciar las hostilidades contra los realistas.
La llegada a Babahoyo se dio el 7 de noviembre de ese año. Entre los soldados guayaquileños se encontraban: José de Antepara, quien no era experto en lo militar, sin embargo, decidió ingresar al servicio a favor de la causa independentista; y Abdón Calderón con el grado de subteniente. El primer punto al que decidieron atacar, con el objetivo de lograr una ruta de acceso a la serranía norte en dirección a Quito, fue la pequeña localidad de Guaranda, la cual aún permanecía en manos de las fuerzas realistas. Era incluso posible que en Guaranda se reúna el ejército realista y se fortifique con la intención de amenazar la independencia guayaquileña, así que la toma de Guaranda pasó a ser indispensable para los planes del ejército libertador.

## Batalla

### Preludio
Tras informarse de la presencia de las fuerzas guayaquileñas en Babahoyo, el doctor Víctor Félix de San Miguel, quien era el corregidor de Chimbo, ordenó al sacerdote Francisco Benavides que llevara un mensaje a las autoridades en Guayaquil para pactar un acuerdo de forma pacífica. Sin embargo, dicho mensaje fue interceptado por el coronel Luis Urdaneta y dispuso la preparación de la toma de la ciudad de Guaranda como vía de acceso a la serranía. El coronel Antonio Fominaya ya estaba apostado en las cercanías de Bilován, en el llamado Camino Real, esperando para embestir a los guayaquileños haciendo caso omiso a las órdenes del corregidor San Miguel, aunque inicialmente iba a esperar a los revolucionarios en las inmediaciones de Balsapamba, donde pudo tener mayor ventaja a causa de su ubicación geográfica al final de las estribaciones de la cordillera occidental.

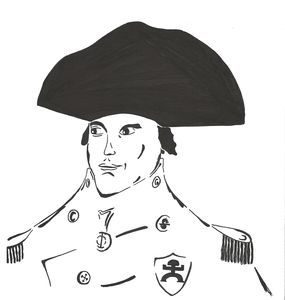
Antonio Fominoya

La visión patriota era la de tener enfrentamientos en Guaranda, ya que no se habían percatado de la emboscada que preparaba Fominaya. Sin embargo, Josefina Barba, hija del alguacil local, cruzó las líneas realistas a través de desfiladeros y quebradas, y llegó a las posiciones de los guayaquileños para informarle de las posiciones y movimientos de los realistas. Esto dio lugar a una mejor estrategia con lo cual se asegurarían con la victoria.

### Acciones

Mapa del sector de la batalla. Las flechas azules demuestran el avance guayaquileño, mientras que la flecha roja indica la retirada de los realistas.

Un día antes de la batalla por la tarde, León de Febres Cordero entró en contacto con sus enemigos, y se dispuso atacar al día siguiente. El 9 de noviembre de 1820, Febres Cordero, quien ya conocía de las formaciones de Fominaya, lideró a las fuerzas guayaquileñas que estaban compuestas por el escuadrón de caballería "Daule", y los batallones de infantería: "Vengadores", "Voluntarios de la Patria", "Defensores", "Libertadores" N.º 1, "Libertadores" N.º 2, y un cuerpo de artillería. Mientras que los realistas estaban apostados en su defensa con un número aproximado de 300 hombres.
Febres Cordero dispuso que sus fuerzas se acercaran sigilosamente hasta las trincheras enemigas y atacasen apoyando sus flancos en las cordilleras, para esto ordenó la división en tres columnas de sus soldados. La primera columna realizó el ataque desde el frente, mientras tanto, las otras dos columnas realizaban un movimiento envolvente amenazando y cerrando de esta forma la línea de retirada de Forminaya. Los sargentos Francisco Tejada y José López, encabezaban los varios oleajes que poco a poco fueron disminuyendo y debilitando las líneas realista. El motivo principal para la ejecución de este tipo de ataque se debió a la imposibilidad para efectuar un ataque directo, a causa del terreno, que en esta zona forma una "garganta" con las cordilleras del Tiandiagote y Sandalán y en la que, además, se encuentra como fondo el río Limón.
Para la tarde, las fuerzas realistas fueron demasiado masacradas, por lo cual se ordenó el retiro del lugar a los sobrevivientes, incluyendo al comandante Fominaya, los cuales se desplegaron hacia Latacunga al igual que el corregidor San Miguel.

## Consecuencias

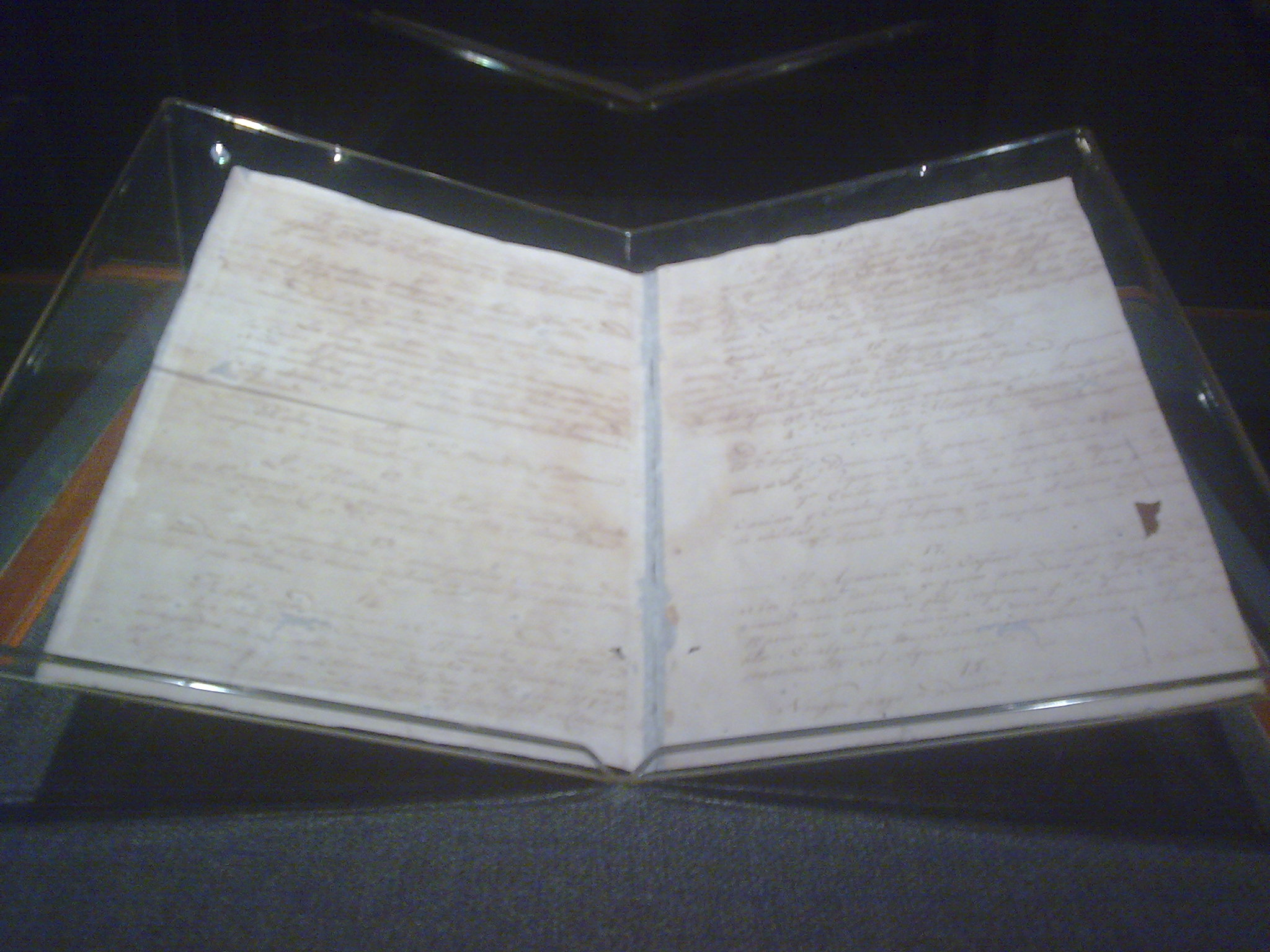
Reglamento Provisorio Constitucional de Guayaquil, aprobado dos días después de la batalla.

La victoria obtenida en Camino Real fue un buen inicio para las fuerzas guayaquileñas, las cuales ingresaron el 10 de noviembre de 1820 (un día después de la batalla) en la pequeña ciudad de Guaranda. Tras estos acontecimientos, la entrada al callejón interandino ya había sido alcanzado y se tendría dos posibles objetivos: ir hacia el sur hasta Cuenca o ir directamente a la capital de la Real Audiencia en Quito. La decisión de ir hacia el norte pudo haber sido la más lógica, pero fue desastrosa las campañas libradas a partir de allí.
Mientras esto ocurría en la serranía, en la ciudad de Guayaquil el ambiente político había atraído la atención de varias localidades de la Provincia Libre. Olmedo había congregado a un congreso especial para formular el texto constitucional para el Estado, llamado Reglamento Provisorio
de Gobierno. Se estableció un gobierno oficial, se dictaron varias leyes, y se empezaron a reclutar a más soldados para futuras campañas.
El ejército libertador avanzó en los próximos días hasta las cercanías de la ciudad de Ambato, donde se desarrollaría la primera y una de las más sangrientas derrotas de los guayaquileños en la Primera Batalla de Huachi, y tras esto, dos derrotas importantes más. El gobierno buscó apoyo de los demás libertadores, sin embargo, José de San Martín se encontraba con problemas serios en Perú, y Simón Bolívar no podía pasar por una organizada resistencia realista en Pasto, actual Colombia. Sin embargo uno de los generales de Bolívar, Antonio José de Sucre, llegó vía marítima a Guayaquil, con lo cual se reforzó a las fuerzas guayaquileñas. Las fuerzas guayaquileñas y colombianas, con apoyo de ciertos elementos peruanos y rioplatenses, emprendieron una campaña que terminó el 24 de mayo de 1822 con la Batalla de Pichincha.